# The Wire in the Blood
The Wire in the Blood è un romanzo di genere giallo della scrittrice inglese Val McDermid, il secondo nel ciclo dedicato al personaggio ricorrente del dottor Tony Hill, psicologo e profiler. 
 Nell'ambito del ciclo il romanzo ad esso precedente è The Mermaids singing, quello seguente è The Last Temptation. 
Esiste una serie omonima britannica, andata in onda dal 2002 al 2008. 

## Titolo
Il titolo originale del romanzo (che liberamente tradotto potrebbe equivalere a "Connessioni di sangue") coincide quasi esattamente con quello della serie televisiva Wire in the Blood, ispirata al ciclo di Tony Hill. Creata dalla stessa Val McDermid e trasmessa in Gran Bretagna da ITV network a partire dal 2002 la serie vede nei ruoli principali Robson Green (dottor Tony Hill) ed Hermione Norris (Ispettrice Carol Jordan). Alcuni episodi iniziali sono direttamente ispirati ai romanzi, poi le sceneggiature hanno continuato a sviluppare in maniera più autonoma storie e personaggi.

## Incipit
(Poiché in Italia il romanzo è ancora inedito, questa traduzione va considerata provvisoria e non ufficiale)

## Trama
Dopo la loro prima collaborazione il dottor Tony Hill e l'ispettrice Carol Jordan hanno deciso di imboccare strade diverse: i sentimenti che provano l'uno per l'altra e l'esito stesso della vicenda, che ha portato all'uccisione del serial killer a cui avevano dato la caccia, renderebbe difficile e complicata la prosecuzione del loro rapporto. 
 Tony si occupa così di organizzare una squadra di profilers che possa indagare a livello nazionale sui casi di omicidi seriali; Carol invece si fa trasferire a Seaford, nello Yorkshire orientale, dove prende le redini del locale Dipartimento di Polizia e dove ben presto si trova impegnata nell'indagine su di una serie di incendi dolosi che hanno già causato almeno una vittima. 
A Leeds Tony riunisce un gruppo di giovani agenti, privi di vasta esperienza ma abbastanza dotati per poter essere addestrati come profilers: per alcuni di loro la squadra rappresenta solo una possibilità di carriera, per altri invece conta soprattutto il senso del dovere e l'occasione di svolgere un tipo di lavoro utile alla giustizia e non alla portata di chiunque. Tra i più motivati c'è l'agente Sharon Bowman detta Shaz, il cui entusiasmo avrà però nefaste conseguenze: da un elenco di persone scomparse che dovrebbe servire soltanto come fonte per un'esercitazione, Shaz riesce a trarre indizi sufficienti ad ipotizzare la reale esistenza di un serial killer, responsabile della morte di numerose adolescenti in un lungo arco di tempo. Le sue conclusioni però non vengono prese sul serio, soprattutto perché Shaz, con ulteriori ricerche, avrebbe persino identificato il killer: Jacko Vance, un popolare personaggio televisivo, la cui presenza nei luoghi delle sparizioni è facilmente documentabile. 
 Per lo stesso dottor Hill però è arduo ammettere la colpevolezza di un uomo tanto conosciuto, ammirato per le sue numerose iniziative benefiche, senza contare che il killer - volendo davvero continuare a fare ipotesi - potrebbe non essere Vance in persona, bensì qualcuno del suo entourage.
 Shaz decide pertanto di continuare da sola l'indagine e affronta Jacko Vance: l'uomo, che è davvero colpevole, intuisce il pericolo e la uccide in maniera particolarmente crudele, così da lanciare una specie di avvertimento a chi avesse intenzione di minacciarlo ancora. 
 La morte di Shaz rende palese la verità delle conclusioni alle quali era arrivata, tuttavia mancano prove di qualsiasi genere sia per ciò che riguarda il suo stesso omicidio, sia per ciò che riguarda gli omicidi di tutte le altre ragazze. Tony Hill ed i suoi studenti, che essendo tra le poche conoscenze di Shaz in città risultano tutti sospettati, si impegnano così in una difficile indagine in cui si tratta essenzialmente di scavare nel passato. Si unisce a loro anche Carol Jordan, che finisce per trascurare un po' i suoi doveri a Seaford ma che non può fare a meno di offrire a Tony un aiuto di cui c'è molto bisogno.
 Le pazienti ricerche di tutti quanti alla fine portano a qualche risultato e all'arresto di Jacko Vance, anche se rimane molto dubbia la possibilità che le accuse contro di lui riescano a reggere in tribunale. Tony e Carol però si riavvicinano e decidono di poter rimanere almeno amici.

### Particolarità narrativa
L'autrice costruisce il romanzo secondo la tecnica della cosiddetta inverted detection, che rovescia la struttura del giallo classico e tradizionale, quella in cui il detective di turno (assieme al lettore) procede indizio dopo indizio verso l'identificazione del colpevole. Qui l'identità del colpevole viene resa nota quasi subito e la susseguente narrazione si basa dunque sulla possibilità di dimostrare o meno, attraverso l'indagine, quella verità di cui il detective (assieme al lettore) è già in possesso.

## Personaggi
- Tony Hill. Psicologo, ha lavorato a lungo in strutture sanitarie, finendo per annoiarsi un po'; in seguito la sua collaborazione con la polizia e l'esperienza diretta che lo ha quasi fatto diventare una delle vittime del serial killer a cui stava dando la caccia, lo hanno convinto ad usare le sue abilità per rafforzare la giustizia. Tuttavia la realizzazione di un'unità speciale operativa a livello nazionale sui casi di omicidi seriali (National Offender Profiling Task Force) incontra parecchi ostacoli e molte difficoltà.

- Carol Jordan. Appartiene alla Polizia Metropolitana, dove ha raggiunto il grado di ispettore capo. Possiede qualità che la rendono un'ottima investigatrice, ma anche straordinarie capacità di intuizione e sintesi che farebbero di lei il candidato ideale per la squadra del dottor Hill. Carol però, a causa di motivi personali acncor prima che professionali, preferisce lavorare in maniera indipendente.

- Jacko Vance. Ex promessa olimpica nel lancio del giavellotto, ha perduto il braccio destro cercando di salvare le vittime di un orribile incidente stradale. Dopo la riabilitazione, abbandonato forzatamente lo sport, è diventato un popolare personaggio televisivo, dedito alla beneficenza e al volontariato.

- Micky Morgan. È la moglie di Jacko Vance. Giornalista e anchorwoman televisiva di successo, è una donna bella ed elegante, dolce ma anche molto sicura di sé. Nasconde però qualche segreto, e il suo matrimonio con Jacko non è esattamente ciò che sembra.

- Betsy Thorne. Non più giovanissima, volitiva ed efficiente, ufficialmente è l'addetta alle pubbliche relazioni per Micky Morgan; in realtà è da molti anni la sua compagna, anche se per ragioni di opportunità la loro relazione viene mantenuta segreta. Il matrimonio di Micky con Jacko ha lo scopo di evitare lo scandalo ed i pettegolezzi.

- Sharon Bowman detta Shaz. Proviene, come gli altri studenti di Tony Hill, dalla Polizia Metropolitana. Data la giovane età (ventiquattro anni) la sua esperienza è limitata, tuttavia possiede l'istinto di un'ottima poliziotta. E anche cocciuta e molto ambiziosa: per questo sottovaluta i rischi della situazione in cui è andata a cacciarsi e purtroppo ne paga le conseguenze.

- Kay Hallam. Agente investigativa e studentessa nella squadra di Tony Hill. Mite e non ancora troppo sicura di sé, di solito il suo ruolo è quello di mediatrice laddove sorgono contrasti. L'indagine sulla morte di Sharon le offre l'occasione di crescere un po'.

- Leon Jackson. Agente investigativo di colore e studente nella squadra di Tony Hill. Cinico e apparentemente pigro, nell'indagine sulla morte di Sharon si mostra invece molto attivo, tirando fuori il meglio delle capacità che in realtà possiede.

- Simon McNeill. Agente investigativo e studente nella squadra di Tony Hill. Ha un debole per Sharon Bowman e proprio a causa di ciò, dopo la sua morte, diventa il maggior indiziato per il brutale omicidio. Tuttavia collabora con Tony e con gli altri non per scagionarsi, ma piuttosto per rendere giustizia alla stessa Sharon, una persona a fianco della quale era stato per un tempo breve ma sufficiente ad apprezzarla profondamente.

- Sergente Tommy Taylor, agente Lee Whitbread e agente Di Earnshaw. Sono i sottoposti di Carol Jordan a Seaford: non l'apprezzano molto e a volte assumono nei suoi confronti un atteggiamento vagamente ostruzionistico.

- Jim Pendlebury. Capo dei Vigili del Fuoco a Seaford, collabora con Carol nella sua indagine sul piromane omicida.

- Jillie Woodrow. Ex fidanzata di Jacko Vance, lo lascia dopo l'incidente: approfitta della situazione per rompere un legame divenuto troppo oppressivo. In seguito tuttavia Jacko fa circolare una versione più edificante della storia, secondo la quale lui avrebbe generosamente reso la libertà alla ragazza per non costringerla a sposare un uomo diverso da quello che aveva amato.

- Chris Devine. Ispettrice di polizia ed ex collega di Sharon Bowman, della quale è sempre stata innamorata pur senza essere corrisposta. Dopo la morte dell'amica, abituata a rivolgersi a lei per ottenere aiuto e collaborazione, Chris non esita ad unirsi all'indagine perché vuole giustizia e vendetta.

## Edizioni

### Edizione originale
- Val McDermid, The Wire in the Blood, HarperCollins Publishers, London, 1997, p.433

### Edizioni italiane
In Italia il romanzo è ancora inedito.

### Altre edizioni
- Val McDermid, The Wire in the Blood (paperback), HarperCollins Publishers, London, 2010, p.433